# Acanthagrion gracile
Acanthagrion gracile là một loài chuồn chuồn kim trong họ Coenagrionidae.
Acanthagrion gracile is in 1842 voor het eerst wetenschappelijk beschreven bởi Rambur.